# Lekë Dukagjini
Lekë III Dukagjini mest känd som Lekë Dukagjini (albanska Lekë Dukagjini; latin Alexander Doucaghini), född 1410, död 1481, var en kristen albansk prins, samtida med den albanske nationalhjälten Skanderbeg.

## Biografi
Han var son till adelsmannen Pal Dukagjini och ärvde titel och status efter faderns död 1438. Dukagjinifamiljens domäner kom att inkludera högländerna norr och nordöst om staden Shkodra med Lezha som huvudstad. Deras domäner sträckte sig till en viss del över dagens Montenegro och Kosovo.
Till en början var Dukagjiniklanen allierad med Skanderbeg i dennes kamp mot det Osmanska riket. Efter en fejd och dispyt med Skanderbeg om staden Danja i norr bröt dock Lekë Dukagjini denna allians. Men efter en tid ingick de i en ny allians som varade ända fram till Skanderbegs död 1468. Han var Albaniens ledare fram till sin död.

## Kanun av Lekë Dukagjini
Lekë Dukagjinis är även känd som en viktig lagstiftare (hans lagar kallas Kanuni i Lekë Dukagjinit). Efter att Albanien erövrats av osmanerna bibehöll högländerna en viss autonomi och Dukagjinis lagar levde vidare ända till det moderna Albaniens skapande.